# Бекет батыр
Беке́т баты́р (каз. Бекет батыр) — исторический эпос о батыре Бекете Серкебаеве, участнике восстания казахов против Российской империи в 1855—58 годах.

## Место распространения
Исторический эпос или дастан «Бекет батыр» получил распространение в Аральском и Казалинском районах Кызылординской области Казахстана и в Каракалпакии.

## Общая характеристика
В настоящее время известно 7 вариантов текста «Бекет батыр», которые находятся в фондах ЦНБ АН Казахстана. Они несколько различны не только по содержанию, но и по идейной направленности и художественному уровню. Повествование ведётся от лица самого батыра Бекета и оно включает элементы лирических, обрядово-бытовых песен. Интересно, что вступительная часть написана прозой.

## Изучение текстов
До Октябрьской революции «Бекет батыр» был исследован и издан такими учёными-фольклористами, как, например, И. В. Аничков или А. Диваев. Последний, в частности, записал этот дастан в изложении известного акына Еркинбека Акынбекова.

## «Бекет батыр» в искусстве
В 1922 году по мотивам «Бекет батыр» актрисой и писательницей Ниной Анненковой-Бернард создана пьеса «Бекет», которая была поставлена на сцене Оренбургского губернского театра. Сама Н. Анненкова-Бернард сыграла роль матери Бекета. Кроме того, в 1942 году М. Ауэзов написал 4-х актную драму «Бекет».